# Torneo Aspirantes de Venezuela 2003-04
La Temporada 2003-04 del Torneo Aspirantes, se inició el 9 de noviembre  de 2003  y finalizó el 2 de mayo  de 2004, con la participación de 21 equipos.

## Sistema de competición
Se disputaron dos fases: En la Primera Fase, los equipos se distribuyeron en 4 grupos (Grupo Central A, Grupo Central B, Grupo Occidental y Grupo Oriental), donde los dos primeros de cada grupo clasificaron a la segunda fase. En la Segunda Fase, se organizó a los equipos en dos grupos de 4 equipos, donde los primeros de ambos grupos se enfrentaron para decidir al campeón del torneo, que a su vez obtuvo el ascenso a la Segunda División de Venezuela para la temporada siguiente.

## Equipos participantes

### Grupo Central A
- Colonia FC, del estado Miranda
- CD Los Castores, del estado Miranda
- CD Paracotos, del estado Miranda
- Deportivo Galicia, de Caracas
- Instituto Pedagógico FC, de Caracas
- Pacairigua FC, del estado Miranda

### Grupo Central B
- Academia Maracay, de Maracay
- Ban Valor FC, de Caracas
- Deportivo Miranda FC, del estado Miranda
- Hermandad Gallega FC, de Valencia
- Salernitana del Tuy, del estado Miranda
- Yaritagua FC, de Yaritagua

### Grupo Occidental
- CD La Fría, de La Fría
- Deportivo Perijá de La Villa del Rosario, estado Zulia
- Industriales de Ureña, de Ureña
- UFA Maracaibo FC, de Maracaibo
- Zulia SC, de Maracaibo

### Grupo Oriental
- EF San Tomé, de San Tomé
- Milenio FC, de Cumaná
- Orinoco FC, de El Tigre
- Peñalver FC, de Puerto Ordaz

## Primera fase
La primera fase comenzó el 9 de noviembre de 2003 y terminó el 8 de febrero de 2004. Los primeros dos de cada grupo clasifican a la siguiente fase. 
Aquellos partidos en los que no se conoce el resultado están señalados con un guion ( - ).

### Grupo Central A
|    | Equipo                  | JJ | JG | JE | JP | GF | GC | PTS | DG  |
| -- | ----------------------- | -- | -- | -- | -- | -- | -- | --- | --- |
| 01 | Deportivo Galicia       | 10 | 9  | 0  | 1  | 45 | 09 | 27  | +36 |
| 02 | CD Los Castores         | 10 | 6  | 1  | 3  | 20 | 10 | 19  | +10 |
| 03 | CD Paracotos            | 10 | 4  | 2  | 4  | 24 | 31 | 14  | -7  |
| 04 | Pacairigua FC           | 10 | 4  | 4  | 2  | 30 | 12 | 13  | +18 |
| 05 | Colonia FC              | 9  | 1  | 1  | 7  | 11 | 44 | 04  | -33 |
| 06 | Instituto Pedagógico FC | 9  | 1  | 0  | 8  | 05 | 29 | 03  | -24 |

| Primera Fase            | COL  | CDC | CDP | DEP | IPC | PAC |
| Colonia FC              | X    | 1-5 | 4-5 | 0-2 | SSP | 2-2 |
| CD Los Castores         | -    | X   | 6-0 | 0-4 | 2-0 | -   |
| CD Paracotos            | -    | 1-0 | X   | -   | 1-3 | 4-4 |
| Deportivo Galicia       | 12-0 | -   | 7-1 | X   | -   | 3-2 |
| Instituto Pedagógico FC | -    | 1-2 | 0-2 | 0-4 | X   | -   |
| Pacairigua FC           | 9-0  | 1-1 | -   | 3-0 | 7-0 | X   |

### Grupo Central B
|    | Equipo               | JJ | JG | JE | JP | GF | GC | PTS | DG  |
| -- | -------------------- | -- | -- | -- | -- | -- | -- | --- | --- |
| 01 | Hermandad Gallega FC | 10 | 8  | 2  | 0  | 28 | 06 | 26  | +22 |
| 02 | Ban Valor FC         | 10 | 5  | 4  | 1  | 18 | 08 | 19  | +10 |
| 03 | Deportivo Miranda FC | 9  | 3  | 4  | 2  | 18 | 11 | 13  | +7  |
| 04 | Yaritagua FC         | 9  | 1  | 4  | 4  | 7  | 18 | 7   | -11 |
| 05 | Salernitana del Tuy  | 9  | 1  | 2  | 6  | 04 | 23 | 05  | -19 |
| 06 | Academia Maracay FC  | 9  | 0  | 4  | 5  | 07 | 12 | 04  | -5  |

| Primera Fase         | AMA | BVA | DVM | HGV | STU | YRT |
| Academia Maracay FC  | X   | -   | 0-0 | -   | SSP | 1-1 |
| Ban Valor FC         | 1-0 | X   | 2-2 | 0-0 | 0-0 | 5-0 |
| Deportivo Miranda    | 3-3 | -   | X   | 1-2 | 6-0 | SSP |
| Hermandad Gallega FC | 3-2 | 3-2 | 0-0 | X   | -   | 6-1 |
| Salernitana del Tuy  | 2-1 | 0-1 | 1-2 | 0-3 | X   | 1-1 |
| Yaritagua FC         | 0-0 | 1-1 | -   | 1-2 | -   | X   |

### Grupo Occidental
|    | Equipo                | JJ | JG | JE | JP | GF | GC | PTS | DG  |
| -- | --------------------- | -- | -- | -- | -- | -- | -- | --- | --- |
| 01 | CD La Fría            | 7  | 4  | 3  | 0  | 18 | 06 | 15  | +8  |
| 02 | Zulia SC              | 7  | 3  | 4  | 0  | 11 | 07 | 13  | +4  |
| 03 | UFA Maracaibo FC      | 7  | 2  | 2  | 3  | 08 | 10 | 8   | -2  |
| 04 | Deportivo Perijá      | 8  | 2  | 2  | 4  | 07 | 19 | 8   | -12 |
| 05 | Industriales de Ureña | 7  | 1  | 1  | 5  | 09 | 18 | 4   | -9  |

| Primera Fase          | DLF | DVP | IND | UFA | ZSC |
| CD La Fría            | X   | 2-1 | 1-1 | NSJ | 0-0 |
| Deportivo Perijá      | 0-7 | X   | 2-2 | 1-0 | 1-1 |
| Industriales de Ureña | 1-4 | 6-0 | X   | 1-2 | NSJ |
| UFA Maracaibo FC      | 1-2 | 1-1 | 1-0 | X   | 2-2 |
| Zulia SC              | 2-2 | 2-1 | 1-0 | 3-1 | X   |

### Grupo Oriental
|    | Equipo      | JJ | JG | JE | JP | GF | GC | PTS | DG  |
| -- | ----------- | -- | -- | -- | -- | -- | -- | --- | --- |
| 01 | Orinoco FC  | 9  | 4  | 3  | 2  | 17 | 08 | 15  | +9  |
| 02 | EF San Tomé | 8  | 4  | 3  | 1  | 12 | 07 | 15  | +5  |
| 03 | Milenio FC  | 8  | 3  | 2  | 3  | 07 | 09 | 11  | -2  |
| 04 | Peñalver FC | 9  | 1  | 2  | 6  | 06 | 18 | 5   | -12 |

| Primera Fase | EST | MIL | ORI | PEÑ |
| EF San Tomé  | X   | 2-1 | 2-4 | 1-0 |
| Milenio FC   | SSP | X   | 1-0 | 2-0 |
| Orinoco FC   | 1-1 | 0-1 | X   | 4-1 |
| Peñalver FC  | 0-2 | 1-1 | 1-2 | X   |

- Jornada 7: EF San Tomé 0-0 Peñalver FC - Orinoco FC 0-0 Milenio FC

- Jornada 8: Peñalver FC 1-6 Orinoco FC - EF San Tomé 4-1 Milenio FC

- Jornada 9: Peñalver FC 2-0 Milenio FC - Orinoco FC 0-0 EF San Tomé

### Goleadores
- Gabriel Vanasoste (Dep. Galicia) con 11
- Eyibel Brito (Paracotos) con 11

## Segunda Fase
Comenzó a disputarse el 29 de febrero de 2004, en 2 grupos de 4 equipos cada uno; los primeros lugares de cada grupo se enfrentaron entre sí para determinar al campeón del torneo. 

### Grupo 1
- EF San Tomé
- CD Los Castores
- Deportivo Galicia
- Orinoco Fútbol Club

|    | Equipo            | JJ | JG | JE | JP | GF | GC | PTS | DG  |
| -- | ----------------- | -- | -- | -- | -- | -- | -- | --- | --- |
| 01 | Deportivo Galicia | 6  | 5  | 0  | 1  | 16 | 08 | 15  | +8  |
| 02 | Orinoco FC        | 5  | 2  | 2  | 1  | 09 | 04 | 08  | +5  |
| 03 | EF San Tomé       | 6  | 2  | 1  | 3  | 12 | 10 | 07  | +2  |
| 04 | CD Los Castores   | 5  | 0  | 1  | 4  | 03 | 18 | 01  | -15 |

| Segunda Fase      | EST | CDC | DEP | ORI |
| EF San Tomé       | X   | 2-0 | 0-2 | 1-1 |
| CD Los Castores   | 2-7 | X   | 1-5 | 0-0 |
| Deportivo Galicia | 3-1 | 4-0 | X   | 2-1 |
| Orinoco FC        | 2-1 | SSP | 5-0 | X   |

### Grupo 2
- Ban Valor FC
- CD La Fría
- Hermandad Gallega FC
- Zulia SC

|    | Equipo               | JJ | JG | JE | JP | GF | GC | PTS | DG |
| -- | -------------------- | -- | -- | -- | -- | -- | -- | --- | -- |
| 01 | Hermandad Gallega FC | 6  | 4  | 2  | 0  | 10 | 07 | 14  | +3 |
| 02 | Zulia SC             | 6  | 2  | 2  | 2  | 07 | 06 | 08  | +1 |
| 03 | CD La Fría           | 5  | 1  | 2  | 2  | 03 | 05 | 05  | -2 |
| 04 | Ban Valor FC         | 5  | 0  | 4  | 1  | 04 | 06 | 04  | -2 |

| Segunda Fase         | BVA | DLF | HGV | ZSC |
| Ban Valor FC         | X   | 0-0 | 2-2 | 1-1 |
| CD La Fría           | SSP | X   | 1-1 | 2-1 |
| Hermandad Gallega FC | 3-1 | 1-0 | X   | 3-2 |
| Zulia SC             | 0-0 | 2-0 | 1-0 | X   |

## Final
Se disputó entre los líderes de los grupos 1 y 2 de la segunda fase. El ganador obtuvo el campeonato del torneo.
| 25 de abril de 2004 | Hermandad Gallega FC    | 2:0 | Deportivo Galicia |  |  |
|                     | Cristian Costa 64', 66' |     |                   |  |  |

| 2 de mayo de 2004 | Deportivo Galicia                       | 2:4 | Hermandad Gallega FC                              |  |  |
|                   | Fernando Gete 17' · Darwin Rincones 81' |     | Ángel Gallardo 59', 63', 73' · Tirso Carvajal 71' |  |  |

Hermandad Gallega FC

Campeón

## Goleador
- Gabriel Vanasoste, Deportivo Galicia, 15 goles